# Карпеня, Владислав Валерьевич
Владислав Валерьевич Карпеня (бел. Уладзіслаў Валер'евіч Карпеня; род. 29 марта 2001, Ганцевичи, Брестская область) — белорусский футболист, защитник клуба «Барановичи».

## Карьера

### «Волна» Пинск
Воспитанник футбольной академии «Слуцка», куда футболист перешёл в 2017 году. В 2019 году футболист стал выступать за дублирующий состав слуцкого клуба. В марте 2022 года футболист перешёл в пинскую «Волну», подписав контракт до конца сезона. Дебютировал за клуб 9 апреля 2022 года в матче против рогачёвского «Макслайна». Первым результативным действием отличился 23 апреля 2022 года в матче против «Молодечно-2018», отдав голевую передачу. Дебютный гол за клуб забил 5 июня 2022 года в матче против петриковского «Шахтёра». Футболист с самого начала сезона стал основным игроком в клубе, за который по итогу отличился 3 забитыми голами во всех турнирах и результативной передачей.

### «Энергетик-БГУ»
В январе 2023 года футболист перешёл в «Энергетик-БГУ». Дебютировал за клуб 19 марта 2023 года в матче против «Слуцка», выйдя на замену на 72 минуте. Футболист смог закрепиться в основной команде клуба, чередуя матчи в стартовом составе и со скамейки запасных. Завершил сезон футболист на итоговом предпоследнем месте в чемпионате, отправившись в стыковые матчи за сохранение прописки. По итогу стыковых матчей футболист вместе с клубом уступил «Витебску» и вылетел в Первую лигу. В декабре 2023 года футболист приступил к подготовке к новому сезону в рамках Первой лиги. В январе 2024 года футболист покинул клуб.

### «Слуцк»
В январе 2024 года появилась информация, что футболист станет игроком «Слуцка». Вскоре футболист официальном присоединился к слуцкому клубу.